# Veronica (singel)
Veronica (Fontana 6013 023) är en nederländsk singel av Cornelis Vreeswijk släppt 1972, som gavs ut med två omslagsvarianter på samma skivnummer.
- A-sida: Veronica
- B-sida: Misschen wordt 't morgen beter